# ベリリウム
ベリリウム（新ラテン語: beryllium, 英: beryllium [bəˈrɪliəm]）は、原子番号4の元素である。元素記号はBe。原子量は9.01218。第2族元素のひとつ。

## 名称

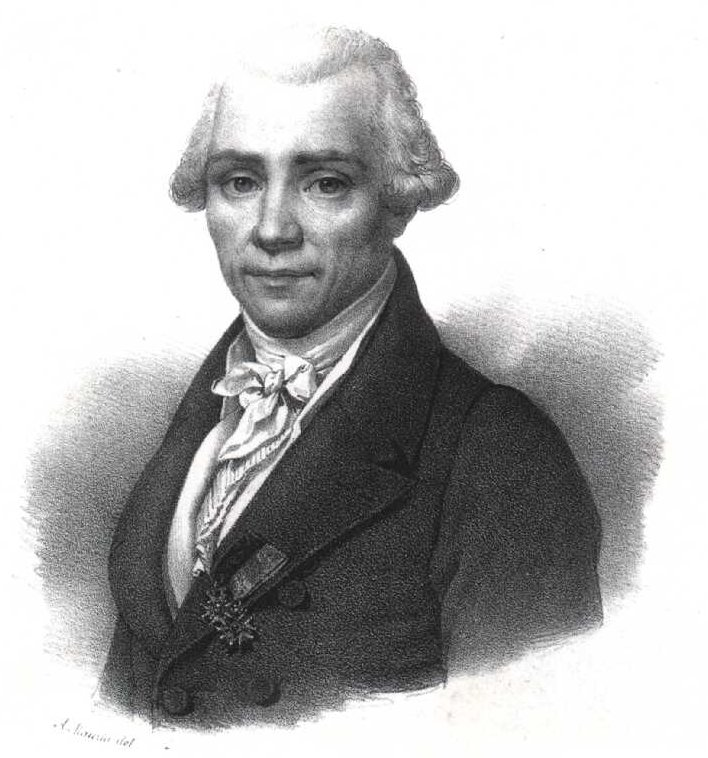
ヴォークラン

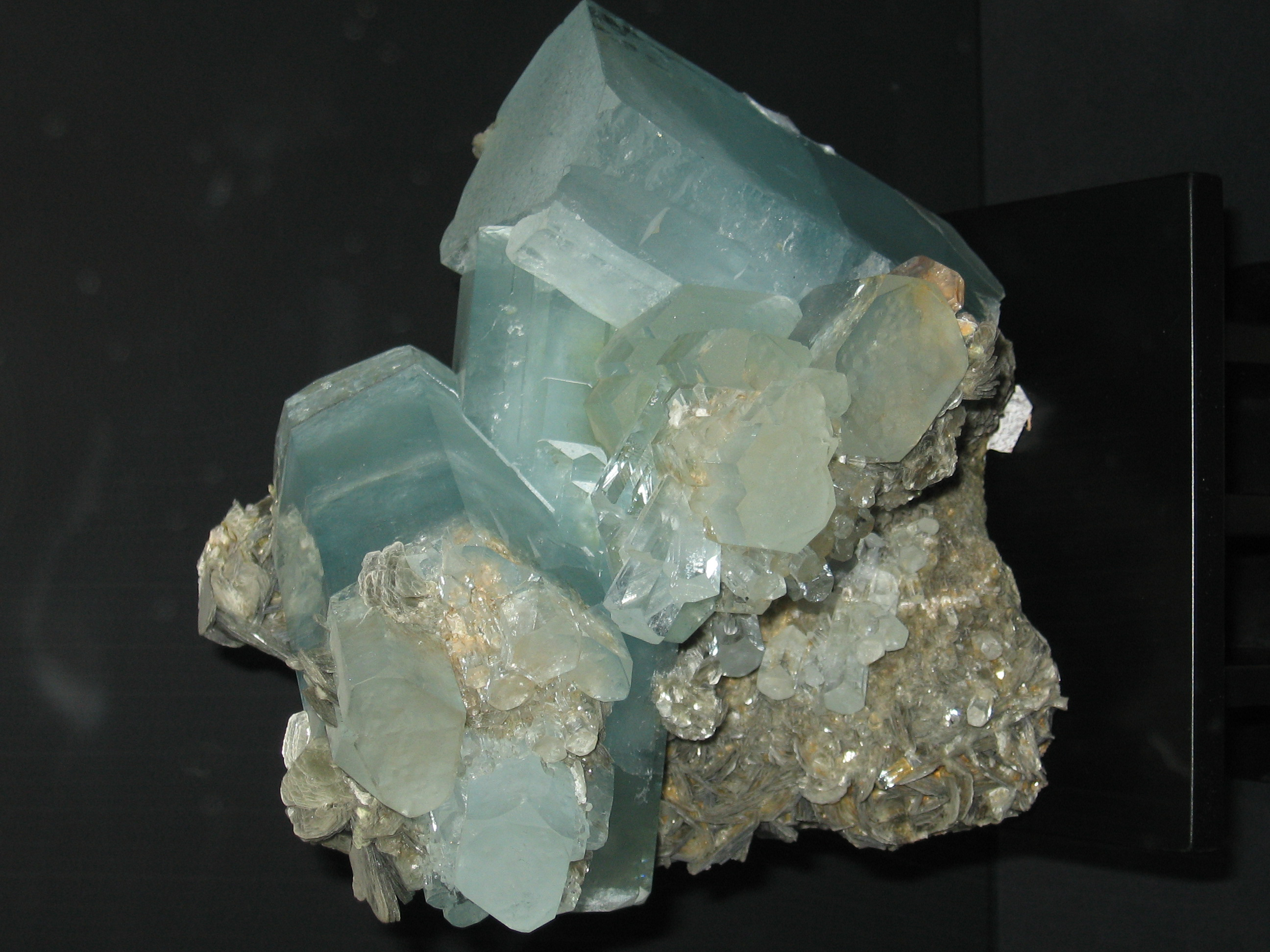
緑柱石

1798年にルイ＝ニコラ・ヴォークランが「グルキニウム（旧元素記号Gl、glucinium）」と名づけた。語源のglykysは、ギリシア語で「甘さ」という言葉を意味する。これは、ベリリウム化合物が甘みを持つことに由来している。
1828年には、マルティン・ハインリヒ・クラプロートが「ベリリウム」と命名した。この名前は緑柱石（beryl、ギリシア語で beryllos）に由来している。

## 歴史
初期の分析において緑柱石とエメラルドは常に類似した成分が検出されており、この物質はケイ酸アルミニウムであると誤って結論づけられていた。鉱物学者であったルネ＝ジュスト・アユイはこの2つの結晶が著しい類似点を示すことを発見し、彼はこれを化学的に分析するために化学者であるルイ＝ニコラ・ヴォークランに尋ねた。1797年、ヴォークランは緑柱石をアルカリで処理することによって水酸化アルミニウムを溶解させ、アルミニウムからベリリウム酸化物を分離させることに成功した。
1828年にフリードリヒ・ヴェーラーとアントワーヌ・ビュシーがそれぞれ独自に、金属カリウムと塩化ベリリウムを反応させることによるベリリウムの単離に成功した。
{\displaystyle {\ce {BeCl2 + 2K -> 2KCl + Be}}}
カリウムは、当時新しく発見された方法である電気分解によってカリウム化合物より生産されていた。この化学的手法によって得られるベリリウムは小さな粒状であり、金属ベリリウムのインゴットを鋳造もしくは鍛造することはできなかった。1898年、ポール・ルボーはフッ化ベリリウムとフッ化ナトリウムの混合融液を直接電気分解することによって、初めて純粋なベリリウムの試料を得た。19世紀は、新しいベリリウム化合物が見つかると、融点や溶解度だけでなく、味までも報告するのが当たり前だった。
第一次世界大戦以前にも有意な量のベリリウムが生産されていたが、大規模生産が始まったのは1930年代初期からである。ベリリウムの生産量は、硬いベリリウム銅合金および蛍光灯の蛍光体用途の需要の伸びによって、第二次世界大戦中に急速に増加した。初期の蛍光灯にはベリリウムを含有したオルトケイ酸亜鉛が使用されていたが、のちにベリリウムの有毒性が発見されたためハロリン酸系蛍光体に置き換えられた。また、ベリリウムの初期の主要な用途のひとつとして、その硬さや融点の高さ、非常に優れたヒートシンク性能を利用した軍用機のブレーキへの利用が挙げられるが、こちらも環境への配慮から別の材料に代替された。

## 特徴
ベリリウムは緑柱石などの鉱物から産出される。緑柱石は不純物に由来する色の違いによってアクアマリンやエメラルドなどと呼ばれ、宝石としても用いられる。常温常圧で安定した結晶構造は六方最密充填構造（HCP）である。単体は銀白色の金属で、空気中では表面に酸化被膜が生成され安定に存在できる。モース硬度は6から7を示し、硬く、常温では脆いが、高温になると展延性が増す。酸にもアルカリにも溶解する。ベリリウムの安定同位体は恒星の元素合成においては生成されず、宇宙線による核破砕によって炭素や窒素などより重い元素から生成される。
ベリリウムは周期表の上では第2族元素に属しているが、その性質は同じ族の元素であるカルシウムやストロンチウムよりもむしろ第13族元素であるアルミニウムに類似している。たとえば、カルシウムやストロンチウムは炎色反応によって発色するが、ベリリウムは無色である。そのため、ベリリウムは第2族元素ではあるが、アルカリ土類金属には含めないこともある。また、ベリリウムの二元化合物の構造は亜鉛とも類似している。

### 物理的性質
ベリリウムの同素体は2つあり、常温、常圧（標準状態）における安定した結晶構造は六方最密充填構造（HCP）であり、その格子定数はa=226.8 pm、b=359.4 pmである。高温になると、体心立方格子の結晶構造が最も安定となる。モース硬度6から7と第2族元素の中でもっとも硬いが、粉砕によって粉末にできるほど脆い。しかしながら、高温になると展延性が増すため、核融合炉のような高温条件で利用する用途において高い機械的性質を発揮することができる。この用途では、400 °Cを下回る温度になると使用上問題となるレベルにまで展延性が低下してしまう。比重は1.816、融点は1284 °C、沸点は2767 °Cである。
ベリリウムのヤング率は287 GPaと鉄のヤング率より50 %も高く、非常に強い曲げ強さを有している。このような高いヤング率に由来してベリリウムの剛性は非常に優れており、後述の熱負荷の大きい環境における安定性も相まって宇宙船や航空機などの構造部材に利用されている。また、このヤング率の大きさと、ベリリウムが比較的低密度であるという物性が組み合わさることにより、周囲の状況に応じて変化するものの、およそ12.9 km/sという著しく高い音の伝導性を示す。この性質を利用して音響材料におけるスピーカーの振動板などに用いられている。ベリリウムの他の重要な特性としては、1925 J/(kg·K)という高い比熱および、216 W/(m·K)という高い熱伝導率が挙げられ、これらの物性によってベリリウムは単位重量当たりの放熱物性にもっとも優れた金属である。この放熱物性を利用した用途としてヒートシンク材料が挙げられ、電子材料などにおいて活用されている。またこれらの物性は、11.4×10−6 K−1という比較的低い線形熱膨張率や1284 °Cという高い融点も相まって、熱負荷の大きな状況下における非常に高い安定性をもたらしている。

### 化学的性質
ベリリウムの単体は還元性が非常に強く、その標準酸化還元電位E0は −1.85 V である。この標準電位の値はイオン化傾向においてアルミニウムの上に位置しているため大きな化学活性が期待されるが、実際には表面が酸化物の膜（酸化被膜）に覆われて不動態化するため高温に熱した状態でさえも空気や水と反応しない。しかしながら、いったん点火すれば輝きながら燃焼して酸化ベリリウムと窒化ベリリウムの混合物が形成される。
ベリリウムは通常、表面に酸化被膜を形成しているため酸に対しての強い耐性を示すが、酸化被膜を取り除いた純粋なベリリウムでは、塩酸や希硫酸のような酸化力を持たない酸に対しては容易に溶解する。硝酸のような酸化力を有する酸に対してはゆっくりとしか溶解しない。また、強アルカリに対してはオキソ酸イオンであるベリリウム酸イオン（Be(OH)42−）を形成して水素ガスを発生させながら溶解する。このような酸やアルカリに対する性質はアルミニウムと類似している。ベリリウムは水とも水素を発生させながら反応するが、水との反応によって生じる水酸化ベリリウムは水に対する溶解度が低く金属表面に被膜を形成するため、金属表面のベリリウムが反応しきればそれ以上反応は進行しない。

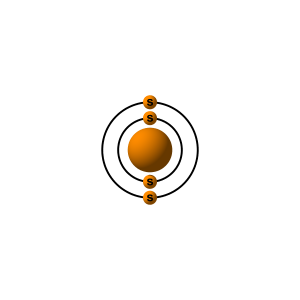
ベリリウムの電子殻

ベリリウム原子の電子配置は[He]2s2である。ベリリウムはその原子半径の小ささに対してイオン化エネルギーが大きいため電荷を完全に分離することは難しく、そのためベリリウムの化合物は共有結合性を有している。また、ベリリウムの高い正の電荷密度からも共有結合性を説明できる。ファヤンスの法則によると、イオン結合で、サイズが小さく高い正の電荷を持つ陽イオンは、陰イオンの最外殻電子を引っ張り、（これを分極という。）共有結合性を生じる。ベリリウムイオンはサイズが小さく2+と電荷も高いため、共有結合性を有する。第2周期元素は原子量が大きくなるにしたがってイオン化エネルギーも増大する法則が見られるが、ベリリウムはその法則から外れており、より原子量の大きなホウ素よりもイオン化エネルギーが大きい。これは、ベリリウムの最外殻電子が2s軌道上にあり、ホウ素の最外殻電子は2p軌道上にあることに起因している。2p軌道の電子は内殻に存在するs軌道の電子によって遮蔽効果（有効核電荷も参照）を受けるため、2p軌道に存在する最外殻電子のイオン化エネルギーが低下する。一方で2s軌道の電子は遮蔽効果を受けないため、相対的に2p軌道の電子よりもイオン化エネルギーが大きくなり、これによってベリリウムとホウ素の間でイオン化エネルギーの大きさの逆転が生じる。
ベリリウムの錯体もしくは錯イオンは、たとえばテトラアクアベリリウム（II）イオン（Be[(H2O)4]2+）やテトラハロベリリウム酸イオン（BeX42−）のように、多くの場合4配位を取る。EDTA はほかの配位子よりも優先してベリリウムに配位して八面体形の錯体を形成するため、分析技術にこの性質が利用される。たとえば、ベリリウムのアセチルアセトナト錯体にEDTAを加えると、EDTAがアセチルアセトンよりも優先してベリリウムとの間で錯体を形成してアセチルアセトンが分離するため、ベリリウムを溶媒抽出することができる。このようなEDTAを用いた錯体形成においてはAl3+のようなほかの陽イオンによって悪影響を受けることがある。

### 化合物

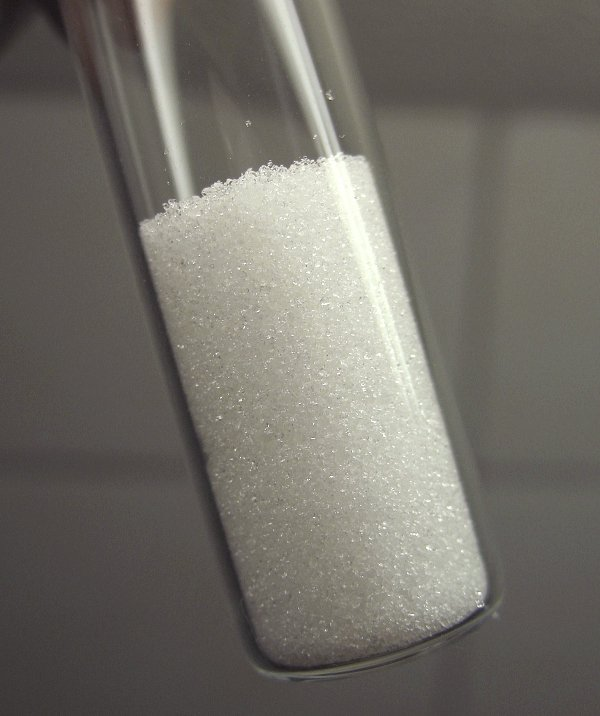
硫酸ベリリウム

硫酸ベリリウムや硝酸ベリリウムのようなベリリウム塩の溶液は {\displaystyle {\ce {[Be(H2O)4]^{2+}}}}イオンの加水分解によって酸性を示す。
{\displaystyle {\ce {[Be(H2O)4]^2+ + H2O <=> [Be(H2O)3(OH)]^+ + H3O^+}}}
加水分解によるほかの生成物には、3量体イオン {\displaystyle {\ce {[Be3(OH)3(H2O)6]^{3+}}}}が含まれる。
ベリリウムは多くの非金属原子と二元化合物を形成する。無水ハロゲン化物としては、フッ素、塩素、臭素、ヨウ素との化合物が知られており、固体状態においては橋掛け結合によって重合している。フッ化ベリリウム（BeF2）は、二酸化ケイ素のような角を共有したBeF4の四面体構造を取り、ガラス状においては無秩序な直鎖構造を取る。塩化ベリリウムおよび臭化ベリリウムは両端を共有した直鎖状の構造を取る。すべてのハロゲン化ベリリウムは、気体の状態においては線形のモノマー分子構造を取る。塩化ベリリウムは金属ベリリウムを塩素と直接反応させることによって得られ、これは塩化アルミニウムと同様の製法である。
酸化ベリリウムはウルツ鉱型構造を取る耐火性の白色結晶であり、金属と同じぐらい高い熱伝導率を有する。酸化ベリリウムは2種類の多形が存在し、低温型の酸化ベリリウムは熱したアルカリ溶液などに溶解するが、高温では相転移してより安定な構造となり、濃硫酸に硫酸アンモニウムを加えた熱シロップのみにしか溶解しなくなる。ほかのベリリウムと第16族元素との化合物は硫化ベリリウムやセレン化ベリリウム、テルル化ベリリウムが知られており、それらはすべて閃亜鉛鉱型構造を取る。水酸化ベリリウムは両性を示し、その酸性水溶液がほかのベリリウム塩を合成する出発原料とされる。
窒化ベリリウム（Be3N2）は非常に加水分解をしやすい、高融点な化合物である。アジ化ベリリウム（BeN6）およびリン化ベリリウム（Be3P2）は窒化ベリリウムと類似した構造を有していることが知られている。塩基性硝酸ベリリウムおよび塩基性酢酸ベリリウムは4つのベリリウム原子が中心の酸素イオンに配位した四面体構造を取る。Be5B、Be4B、Be2B、BeB2、BeB6、BeB12のようないくつかのホウ素化ベリリウムも知られている。炭化ベリリウム（Be2C）は耐火性のレンガ色をした化合物であり、水と反応してメタンを発生させる。ケイ素化ベリリウムは同定されていない。
有機化合物については、ベリリウムの毒性の強さから長く進展が見られなかったが、メタロセンのベリロセン、Be-Be結合を持つジベリロセン（Cp-Be-Be-Cp）を中心とした研究がケンブリッジ大学のBoronski、Aldridgeらにより進められている。

### 核的性質
ベリリウムは、高エネルギーな中性子線に対して広い散乱断面積を有しており、その散乱断面積は0.01 eV を上回るものに対しておよそ6バーンである。散乱断面積の正確な値はベリリウムの結晶サイズや純度に強く依存するため実際の散乱断面積は1桁ほど低くなり、ベリリウムが効果的に減速させることのできる中性子線のエネルギー範囲0.03 eV 以上のものに限られる。このため、ベリリウムは高エネルギーな熱中性子は効果的に減速させることができるものの、エネルギーの低い冷中性子は減速させることができずに透過してしまう。この性質を利用して、さまざまなエネルギーを持つ中性子の中から冷中性子のみを取り出すためのフィルターとして利用される。
ベリリウムのおもな同位体である9Beは（n, 2n）中性子反応によって1つの中性子を消費して2つの中性子を放出し、2つのアルファ粒子に分裂する。したがって、ベリリウムの中性子反応は消費する中性子よりも多くの中性子を放出して系内の中性子を増加させる。
{\displaystyle {\ce {^{9}_{4}Be{}+{\mathit {n}}->2(_{2}^{4}He){}+2{\mathit {n}}}}}
金属としてのベリリウムは大部分のX線およびガンマ線を透過するため、X線管などのX線装置におけるX線の出力窓として有用である。ベリリウムはまた、ベリリウムの原子核と高速のアルファ粒子との衝突によって中性子線を放出するため、実験における比較的少数の中性子線を得るための良好な中性子線源である。
{\displaystyle {\ce {^{9}_{4}Be{}+_{2}^{4}He->_{6}^{12}C{}+{\mathit {n}}}}}

### 同位体および元素合成

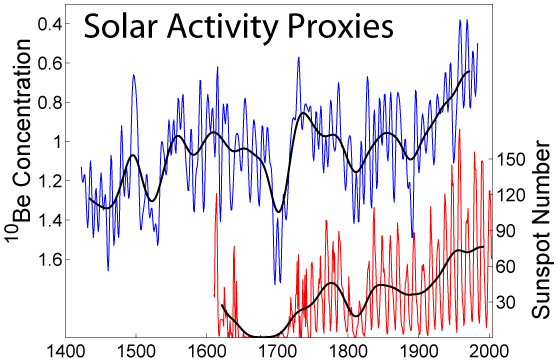
太陽活動の変化による10Be濃度変化のプロット。10Be濃度を示す左側の縦軸は上にいくほど値が小さくなっていることに注意

ベリリウムの安定同位体は9Beのみであり、したがってベリリウムはモノアイソトピック元素である。9Beは恒星において宇宙線の陽子が炭素などのベリリウムよりも重い元素を崩壊させることによって生成され、超新星爆発によって宇宙中に分散する。このようにして宇宙中にチリやガスとして分散した9Beは、分子雲を形成する原子のひとつとして星形成に寄与し、新しくできた星の構成元素として取り込まれる。
10Beは、地球の大気に含まれる酸素および窒素が宇宙線による核破砕を受けることで生成される。宇宙線による核破砕によって生成したベリリウム同位体の大気中の滞在時間は成層圏で1年程度、対流圏で1か月程度とされており、その後は地表面に蓄積する。10Beはベータ崩壊によって10B になるものの、その136万年という比較的長い半減期のために10Beとして地表面に長期間滞留し続ける。そのため、10Beおよびその娘核種は、自然界における土壌の侵食や形成、ラテライトの発達などを調査するのに利用される。また、太陽の磁気的活動が活発化すると太陽風が増大し、その期間は太陽風の影響によって地球に到達する銀河宇宙線が減少するため、銀河宇宙線によって生成される10Beの生成量は太陽活動の活発さに反比例して減少する。したがって10Beは、同様に宇宙線によって生成される14C（炭素14）とともに太陽活動の変動を記録しているため、極地方のアイスコア中に残された10Beおよび14Cの解析をすることで、過去の太陽活動の変遷を間接的に知ることができる。
核爆発もまた10Beの生成源であり、核爆発によって発生した高速中性子が大気中の二酸化炭素に含まれる13Cと反応することによって生成される。これは、核実験試験場の過去の活動を示す指標のひとつである。
半減期53日の同位体7Beもまた宇宙線によって生成され、その大気中の存在量は10Beと同様に太陽活動と関係している。8Beの半減期はおよそ7×10−17 sと非常に短く、この半減期の短さはベリリウムよりも重い元素がビッグバン原子核合成によっては生成されなかった原因ともなっている。すなわち、8Beの半減期が非常に短いためにビッグバン原子核合成段階の宇宙において核融合反応に利用できる8Beの濃度が非常に低く、そのような低濃度の8Beが4Heと核融合して炭素を合成するにはビッグバン原子核合成段階の時間が不十分であったことに起因する。イギリスの天文学者であるフレッド・ホイルは、8Beおよび12Cのエネルギー準位から、より多くの時間を元素合成に利用することが可能なヘリウムを燃料とする恒星内であれば、いわゆるトリプルアルファ反応と呼ばれる反応によって炭素の生成が可能であることを示し、それによって超新星によって放出される塵とガスから炭素を基礎とした生命の創生が可能となることを明らかにした。
ベリリウムのもっとも内側の電子は化学結合に関与することができるため、7Beの電子捕獲による崩壊は、化学結合に関与することのできる原子軌道から電子を奪うことによって起こる。その崩壊確率はベリリウムの電子構成に大部分を依存しており、核崩壊においてまれなケースである。
既知のベリリウム同位体のうち、もっとも半減期が短いものは中性子放出によって崩壊する13Beであり、その半減期は2.7×10−21 sである。6Beもまた非常に半減期が短く、5.0×10−21 sである。エキゾチック原子核である11Beおよび14Beは、中性子が原子核の周りを周回する中性子ハローを示すことが知られている。この現象は、液滴模型において、古典的なトーマス・フェルミ理論による表面対称エネルギーの影響によって、中性子の分布が陽子分布よりも外部に大きく広がっていると理解することができる。
ベリリウムの不安定な同位体元素は恒星内元素合成においても生成されるが、これらは生成後すぐに崩壊する。
なお、原子番号が偶数で、安定同位体が1つしかない元素はベリリウムだけである。通常、原子番号が20以下の元素においては、ベーテ・ヴァイツゼッカーの質量公式のペアリング項に現われるように、陽子と中性子が偶数であるものは奇数のものと比較して結合エネルギーが大きく安定であるのに加え、対称性項に現われるように陽子数と中性子数が同数のものほどのため安定となるが、陽子数および中性子数がともに4である8Beは例外的に不安定である。これは、8Beの崩壊生成物である4Heが魔法数を取っているため非常に安定であることによる。

## 分析
ベリリウムの性質はアルカリ土類金属よりもアルミニウムなどと類似しているため、ベリリウムの分析方法はアルミニウムや鉄、クロム、希土類元素などと同一のグループとして扱われる。このようなグループはアンモニアによるアルカリ性の条件において水酸化物の沈殿を生じることからアンモニア属と呼ばれる。

### 定性分析
ベリリウムはアルカリ性の状態で3, 5, 7, 2', 4'-ペンタヒドロキシフラボン（モリン）と反応させることで黄色の蛍光を観察することができるため、この反応を利用して定性分析を行うことができる。この蛍光は日光ではあまり発色しないため、発色を観察するためには紫外線の照射を行う。このベリリウムとモリンとの反応を阻害するようなイオンが共存していなければ、10−6の分率でも十分に強い発色を観察することができるほどに分析感度が高く、この方法での検出限界は0.02 ng（= 10−9 g）である。モリンはリチウムやスカンジウム、大量のカルシウムや亜鉛などとも反応して蛍光を発するため、これらのイオンが共存しているとベリリウムの検出を阻害するが、その発光強度は弱いため通常は問題とならない。また、カルシウムはピロリン酸、亜鉛はシアン化物を加えることによってそれらの元素とモリンとの反応を抑制することができる。

### 定量分析
ベリリウムはアンモニアによって水酸化物の沈殿を生じるため、これを利用して重量分析を行うことができる。この水酸化物の沈殿はpH6.5から10までの範囲で生じ、アンモニア添加量が過剰になりpHが高くなりすぎると水酸化物の沈殿が再溶解してしまう。得られた水酸化物を濾過、洗浄したあと、強熱することで水酸化ベリリウムを酸化ベリリウムとし、その重量を計量することでベリリウム濃度が分析される。この方法を用いる場合、分析試料の溶液中に炭酸塩もしくは炭酸ガスが含まれると、水酸化ベリリウムとして沈殿せずに炭酸ベリリウムとして溶液中に残ってしまうため、分析結果に誤差が生じる原因となる。また、沈殿の洗浄が不十分で塩化物が残留していると、強熱時に水酸化ベリリウムと反応して塩化ベリリウムとなって揮発してしまうため、こちらも誤差の原因になる。鉱石中のベリリウムの分析などの多成分中のベリリウムを分析する際には、アルミニウムや鉄などの成分がベリリウムと同様の条件で水酸化物の沈殿を生成するため、前処理を行いこれらの元素を分離する必要がある。通常用いられる方法としては、いったん不純物を含んだ水酸化物の沈殿を生成させ、その水酸化物を炭酸水素ナトリウムで処理し、ベリリウムを水溶性の炭酸塩として水に溶解させることで鉄やアルミニウムから分離する方法が用いられる。また、ケイ素を多く含む場合は炭酸ナトリウムを用いたアルカリ溶融法が用いられる。このような古典的手法のほか、イオン交換膜法や水銀電極を用いた電気分解などの方法も利用される。
溶液中の微量のベリリウムの分析には電気炉加熱原子吸光光度法（AAS）もしくは誘導結合プラズマ発光分析法（ICP-AES）、誘導結合プラズマ質量分析法（ICP-MS）が用いられる。AASの吸収波長は234.9 nm であり、ICP-AESの発光波長は313.042 nm が用いられる。AASでは試料溶液は塩酸もしくは硝酸で酸性に調整し、ICP-AESおよびICP-MSでは硝酸で酸性に調整して分析を行う。海水のようなほかの塩類を多く含む試料を測定する場合には、EDTAおよびアセチルアセトンを用いて溶媒抽出法によりベリリウムを分離する。もっとも感度の高いベリリウムの分析手法としては、トリフルオロアセチルアセトンを用いて揮発性のベリリウム錯体としてガスクロマトグラフィーを用いて分析する方法が挙げられ、検出限界0.08 pg（= 10−12 g）という分析精度が1971年に報告されている。

## 分布

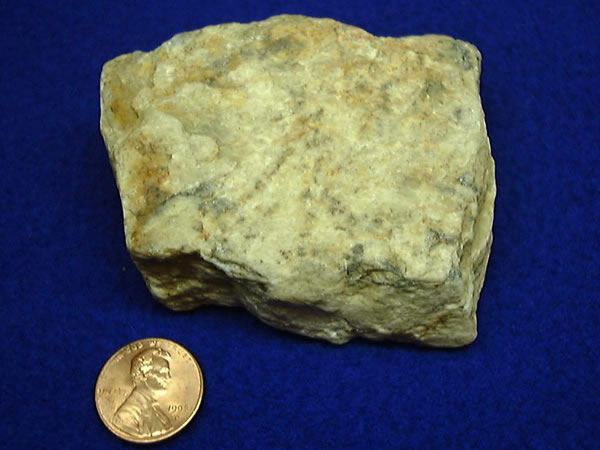
ベリリウム鉱石

ベリリウムは宇宙において非常にまれな元素で、宇宙全体の平均濃度の推定値は質量分率で10−9であり、ニオブより原子量の小さい元素の中ではホウ素と並んでもっとも存在率が小さい。太陽内部でも質量分率10−10とまれであり、レニウムと同程度の存在量である。一方、地球におけるベリリウム濃度は、地表の岩石中の質量分率の推定値でおよそ(2.8–5)×10−6、海水中でおよそ6×10−13、河川の水においては海水中よりは多くおよそ10−10である。太陽中のベリリウム濃度が地球上のベリリウム濃度と比較して著しく低い原因は、太陽の燃焼における核反応で消費されるためと考えられている。
地表の岩石中のベリリウム濃度は前述のようにおよそ(2.8–5)×10−6であるが、ベリリウム鉱石によって高濃度にベリリウムが存在する地域もある。ベリリウムは約4000種類の既知の鉱石のうち、約100種類の鉱石において主成分となっており、その中でも重要なものは、ベルトラン石（Be4Si2O7(OH)2）、緑柱石（Al2Be3Si6O18）およびフェナカイト（Be2SiO4）である。このようなベリリウム鉱石は、おもにマグマの冷却過程に由来するペグマタイト中で濃縮される。また、ベリリウム鉱石は凝灰岩や閃長岩からも発見されており、これらはすべて火山活動に由来する火成岩や火山砕屑岩である。また、土壌中のベリリウムは植物によってわずかに吸収され、カラマツなど特定の植物はベリリウムを蓄積する。
大気中のベリリウム濃度は先進国の都市部でおよそ0.03–0.07 ng/m3ほどであるが、ベリリウムの大気への主要供給源は化石燃料の燃焼によるものであるため、工業化の進んでいない国においてはさらに低濃度になると推測されている。1987年のアメリカ合衆国環境保護庁のデータによれば、自然におけるベリリウムの大気への放出量は年間5.2トンほどであるが、化石燃料の燃焼を含む人類の活動によるベリリウムの大気への放出量は年間187.4トンにも及ぶ。

## 生産

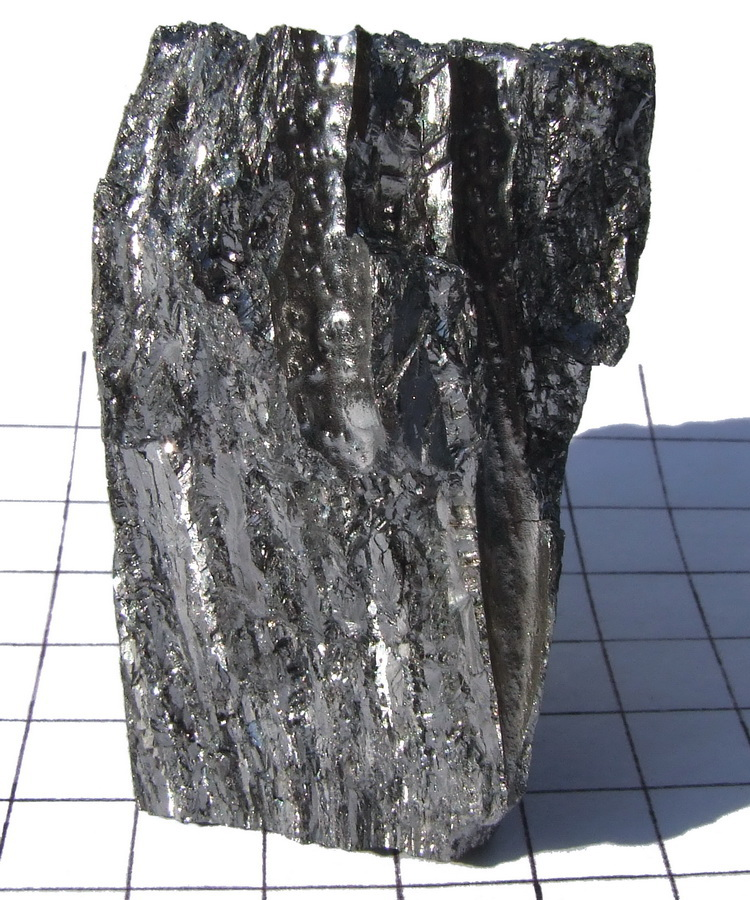
高純度ベリリウム（99 %以上、140 g）

ベリリウムは高温状態で酸素と高い親和性を示すなどの性質を有しているため、ベリリウム化合物から金属ベリリウムを精製することは非常に困難である。19世紀の間は金属ベリリウムを得るための方法として、フッ化ベリリウムとフッ化ナトリウムの混合物を電気分解するという方法が用いられていた。しかしこのような方法は、ベリリウムの融点が高いために金属ベリリウムの製造に類似した方法を用いるアルカリ金属の製造と比較して多くのエネルギーが必要だった。20世紀の初めには、ヨウ化ベリリウムの熱分解によるベリリウムの生産法が研究され、ジルコニウムの生産法に類似した方法が成功を収めたが、この方法では大量生産において経済的に採算が取れないことが判明した。2007年時点では、ベリリウム鉱石中の酸化ベリリウムを処理することによってフッ化ベリリウムとし、それをマグネシウムを用いて還元させることで生産されている。
{\displaystyle {\ce {BeF2 + Mg -> MgF2 + Be}}}
この金属ベリリウムの精製に用いられるフッ化ベリリウムは、おもにベリリウム鉱物である緑柱石を原料として生産される。ベリリウム鉱石は石英と同程度の比重であるために比重差を利用した選鉱を行うことができず、多くの場合選鉱は手作業に頼っているが、ベリリウム鉱石にガンマ線を照射することで、ベリリウムから放出された中性子を検出して選別する自動装置も開発されている。こうして選鉱された緑柱石からベリリウムを抽出するために硫酸処理が行われるが、鉱石のままでは硫酸と400 °Cで反応させたとしてもベリリウムはほとんど溶解しないため、前処理としてアルカリ処理もしくは熱処理が行われる。アルカリ処理は、ケイ素を多く含む試料を分析する際に用いられるアルカリ溶融法と同様の原理でケイ素と金属を分離する方法であり、ベリリウム鉱石に水酸化ナトリウムや炭酸ナトリウムのようなアルカリを加えて溶融させる。熱処理は1650 °C以上の高温に加熱することで緑柱石を溶融させ、鉱石中のベリリウムを完全に酸化ベリリウムとしたあと、再度900 °Cに加熱することで二酸化ケイ素から遊離させてベリリウムの溶解性を高める方法である。このようにしてベリリウムを溶出させやすいように前処理を行ったあと、硫酸処理を行うことで硫酸ベリリウムの溶液として鉱石からベリリウムを抽出することができる。得られた硫酸ベリリウム溶液をアルカリで中和することで水酸化ベリリウムの沈殿が得られ、これをフッ化アンモニウムと反応させたあと、熱分解させることによってフッ化ベリリウムが生産される。また、ベリリウム鉱石中からベリリウムを分離抽出する方法としては、ヘキサフルオロケイ酸ナトリウムを加えて700 °Cで溶融させテトラフルオロベリリウム酸ナトリウムとして抽出する方法や、ベリリウム鉱石を炭素とともに塩素気流下、630 °C以上で塩素と直接反応させて塩化ベリリウムとして抽出する方法などがある。このようにして得られた塩化ベリリウムを溶融塩電解することでも金属ベリリウムを生産することができる。この方法では、塩化ベリリウムの電気伝導度が非常に低く電解効率が悪いため、塩化ナトリウムが助剤として加えられる。
工業規模でのベリリウム産出に関与しているのはアメリカ、中国、カザフスタンの3国のみである。2008年時点のアメリカにおけるベリリウムおよびベリリウム化合物のおもな生産者は、ブラッシュ・エンジニアード・マテリアルズ社である。ブラッシュ・エンジニアード・マテリアルズ社では、ベリリウムを製錬するための原料の大部分を自身が所有するスポール山の鉱床（ユタ州）から産出されるベリリウム鉱石（ベルトラン石を含む）から得ている。ベリリウムの製錬およびほかの精製は、ユタ州デルタの北10マイルにある工場で行われており、その場所はインターマウンテン・パワー・プロジェクトによる発電設備から近くかつ町からも離れているために選ばれた。1998年から2008年までの間、ベリリウムの世界の生産量は343トンからおよそ200トンにまで減少しており、200トンのうち176トン（88 %）はアメリカで生産されている。真空鋳造によって製造されたベリリウムインゴットの2001年におけるアメリカ市場でのキログラム単価は745ドルであった。

## 用途
ベリリウムはおもに合金の硬化剤として利用され、その代表的なものにベリリウム銅合金がある。また、非常に強い曲げ強さ、熱的安定性および熱伝導率の高さ、金属としては比較的低い密度などの物理的性質を利用して、高速航空機やミサイル、宇宙船、通信衛星などの軍事産業や航空宇宙産業において構造部材として用いられる。ベリリウムは低密度かつ原子量が小さいためX線やその他電離放射線に対して透過性を示し、その特性を利用してX線装置や粒子物理学の試験におけるX線透過窓として用いられる。
ベリリウムの用途には、その物理的性質を利用したX線装置や構造材、鏡（ベリリウムミラー）、合金材料、音響材料としての用途、磁気的性質を利用した工具製造、電子物性を利用した電子材料、核的性質を利用した中性子源や、ベリリウム鉱石の外観の美しさを利用した宝石としての用途が挙げられる。この中には核兵器やミサイル、射撃管制装置などの軍事的用途も含まれ、そのような分野に関する詳細な情報を入手することは難しい。また、ベリリウムの毒性により、過去に用いられていた蛍光材料としての用途はすでにほかの代替材料に置き換えられており、ベリリウム銅合金なども代替材料の開発が進められている。

### X線透過窓

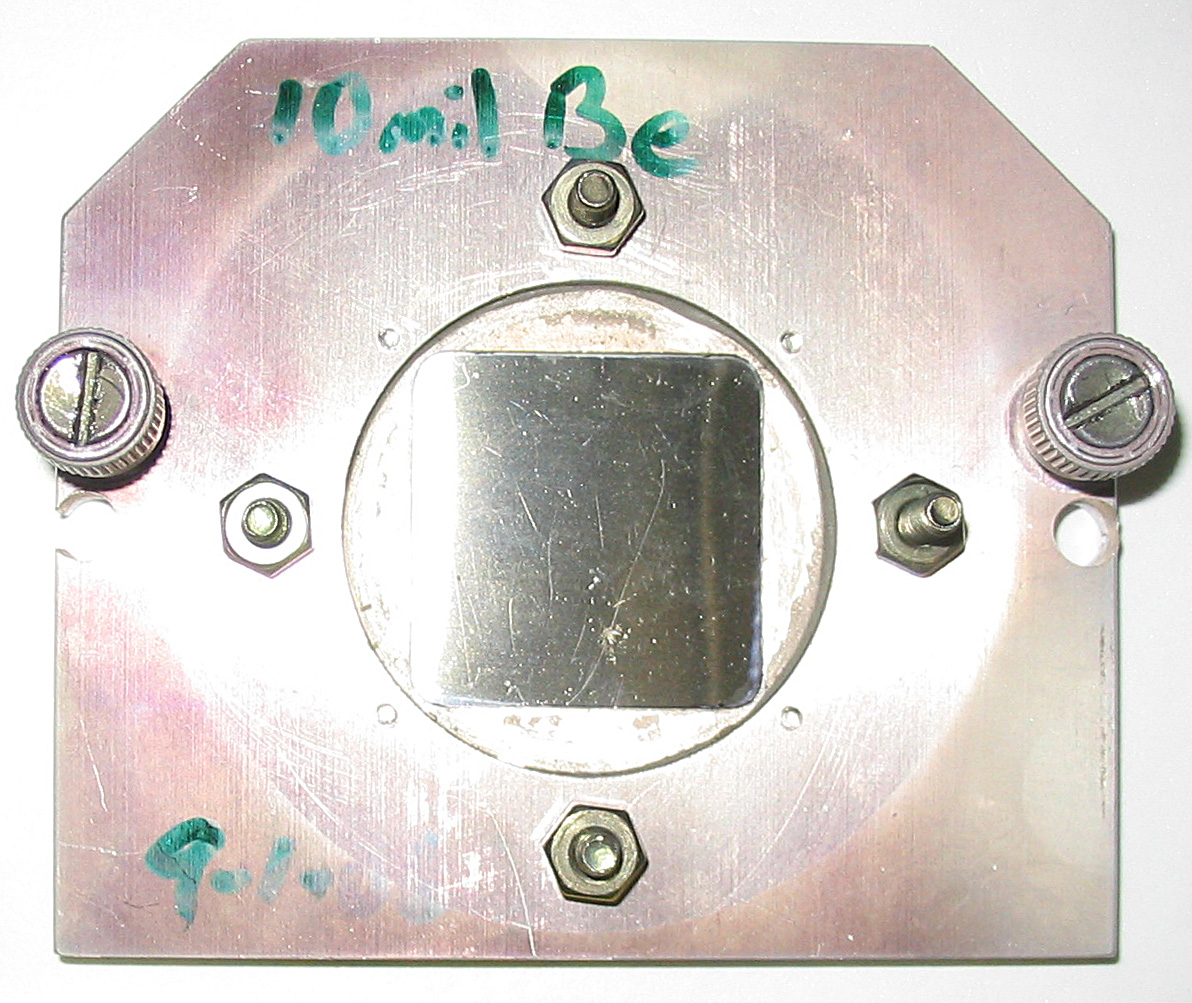
鋼鉄製のケースに乗せられた四角いベリリウム箔。真空チャンバーとX線顕微鏡の間で「窓」として用いられる

ベリリウムは原子番号が小さく電子の数が少ないため、X線に対する透過率が非常に高い。そのため、X線源やビームライン、X線望遠鏡などの検出器用の窓に用いられる。この用途においては、X線像に不要な像が写り込むことを回避するためにベリリウムの純度と清潔さがもっとも要求される。また、X線探知機のX線放射窓としてもベリリウムの薄膜が用いられている。これは、ベリリウムのX線吸収率が非常に低いことによって、高強度のシンクロトロン放射光に典型的な低エネルギーX線に起因する熱の影響を最小限に留めることができるためである。さらに、シンクロトロンによる放射線試験のための真空気密窓およびビームチューブの素材にはベリリウムのみが用いられている。ほかにも、エネルギー分散型X線分析などのさまざまなX線を利用した分析機器においては、ベリリウム製のサンプルホルダーが常用される。これは、ベリリウムから発生する特性X線や蛍光X線の有するエネルギーが100 eV以下と分析試料由来のX線と比較して非常に低く、試料の分析データに影響を与えないためである。
ベリリウムはまた、素粒子物理学の実験装置において高エネルギー粒子を衝突させる場所周辺のビームラインを構築するための素材として用いられる。たとえば、大型ハドロン衝突型加速器の実験における主要な4つの検出器すべて（ALICE検出器、ATLAS検出器、CMS検出器、LHCb検出器）やテバトロン、SLAC国立加速器研究所において用いられている。このような用途においてはベリリウムが持つさまざまな性質が効果的に働いている。すなわち、ベリリウムの原子番号の小ささに由来する高エネルギー粒子に対する透過性が比較的高いという性質や、ベリリウムの密度が低いという性質によって、粒子の衝突によって発生した生成物を重大な相互作用なしに周囲の検出器へと誘導することができる。また、ベリリウムは剛性が高いためベリリウムのパイプ内を非常に高真空にでき、残留した気体分子による相互作用を最小限にすることができる。さらに、ベリリウムは熱的に非常に安定しているため、絶対零度よりわずかに高い程度の極低温においても正常に機能することができる。そのうえ、ベリリウムの反磁性を有する性質によって、粒子線を収束させて検出器まで導くために用いられる複雑な多極電磁石システムへの干渉を防ぐことができる。

### 機械的用途
ベリリウムは剛性が大きく、軽く、広い温度範囲における寸法安定性を有しているため、防衛産業や航空宇宙産業において軽量な構造部材として、たとえば、高速航空機やミサイル、宇宙船、通信衛星などに用いられる。液体燃料ロケットには高純度ベリリウムのロケットエンジンノズルが用いられている。また、少数ではあるものの自転車のフレームにも用いられている。また、ベリリウムは硬く、融点が高く、さらに非常に優れたヒートシンク性能を有しているため、軍用機やレース車両のブレーキディスクに用いられていたが、環境への配慮のため代替材料が用いられている。
ベリリウムは優れた弾性剛性を有しているため、ジャイロスコープによる慣性航法装置や光学系のための支持構造物などの精密機器にも利用される。
なお、ベリリウムでばねを作った場合、200億回以上の衝撃に耐えることができる。

### ベリリウムミラー

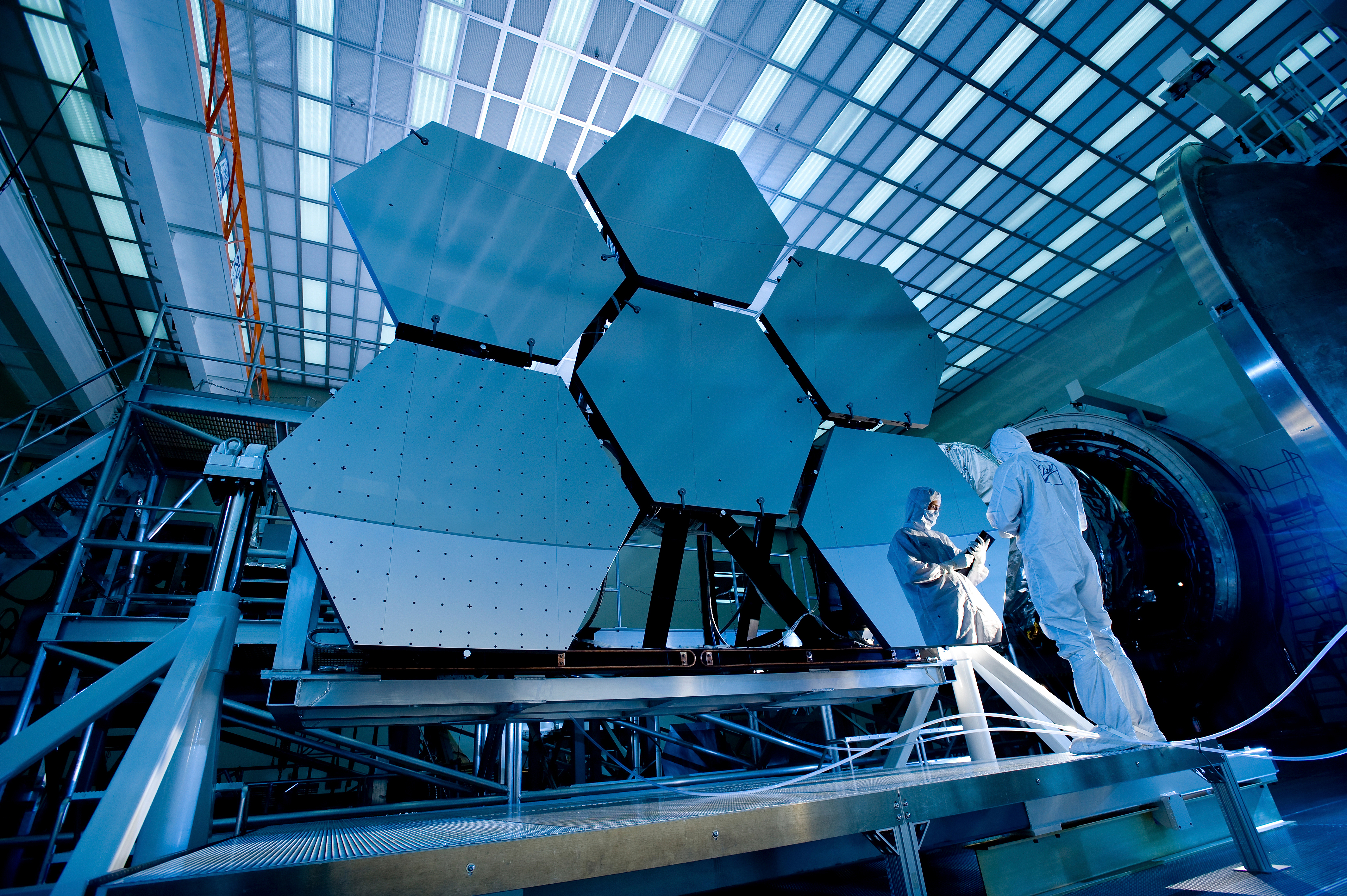
ジェイムズ・ウェッブ宇宙望遠鏡のベリリウム製の主鏡

ベリリウムミラーは、気象衛星のような低重量および長期間の寸法安定性が重要とされる用途に対する大面積の鏡（しばしばハニカムミラー）に用いられる。たとえば、ジェイムズ・ウェッブ宇宙望遠鏡の主鏡はベリリウム製であり、同様の理由でスピッツァー宇宙望遠鏡もベリリウム製の反射望遠鏡が用いられている。
また、より小さなベリリウムミラーは光学的な制御システムや射撃管制装置に用いられる。たとえば、ドイツの主力戦車であるレオパルト1やレオパルト2に用いられている。これらのシステムには鏡の非常に迅速な動きが要求されるため、ベリリウムの低重量かつ高剛性な性質が必要とされる。通常このベリリウムミラーは、光学的仕上げ材による研磨をより容易に行えるように無電解ニッケルめっきによって被覆される。しかしながら極低温条件で用いる場合などには、熱膨張率の違いによって被覆材に歪みが生じてしまうため、このような用途においては被覆材を用いずに直接磨き上げられる。

### 磁気的用途
機雷などの爆発物は磁気に反応して爆発する磁気信管を一般的に備えているため、軍による機雷の除去作業では磁性を持たないベリリウムやその合金から作られる器具が用いられる。それらはまた、強い磁場を発生させる核磁気共鳴画像法（MRI）の機械の近くで用いられるメンテナンス器具や建設材料にも用いられる。無線通信や強力なレーダー（通常は軍用）の分野においては、非常に磁気の強いクライストロン (Klystron) やマグネトロン、進行波管などの高レベルなマイクロ波を発生させるための送信機が使われるため、それらを調整するためにもまたベリリウム製の手工具が用いられる。

### 音響材料

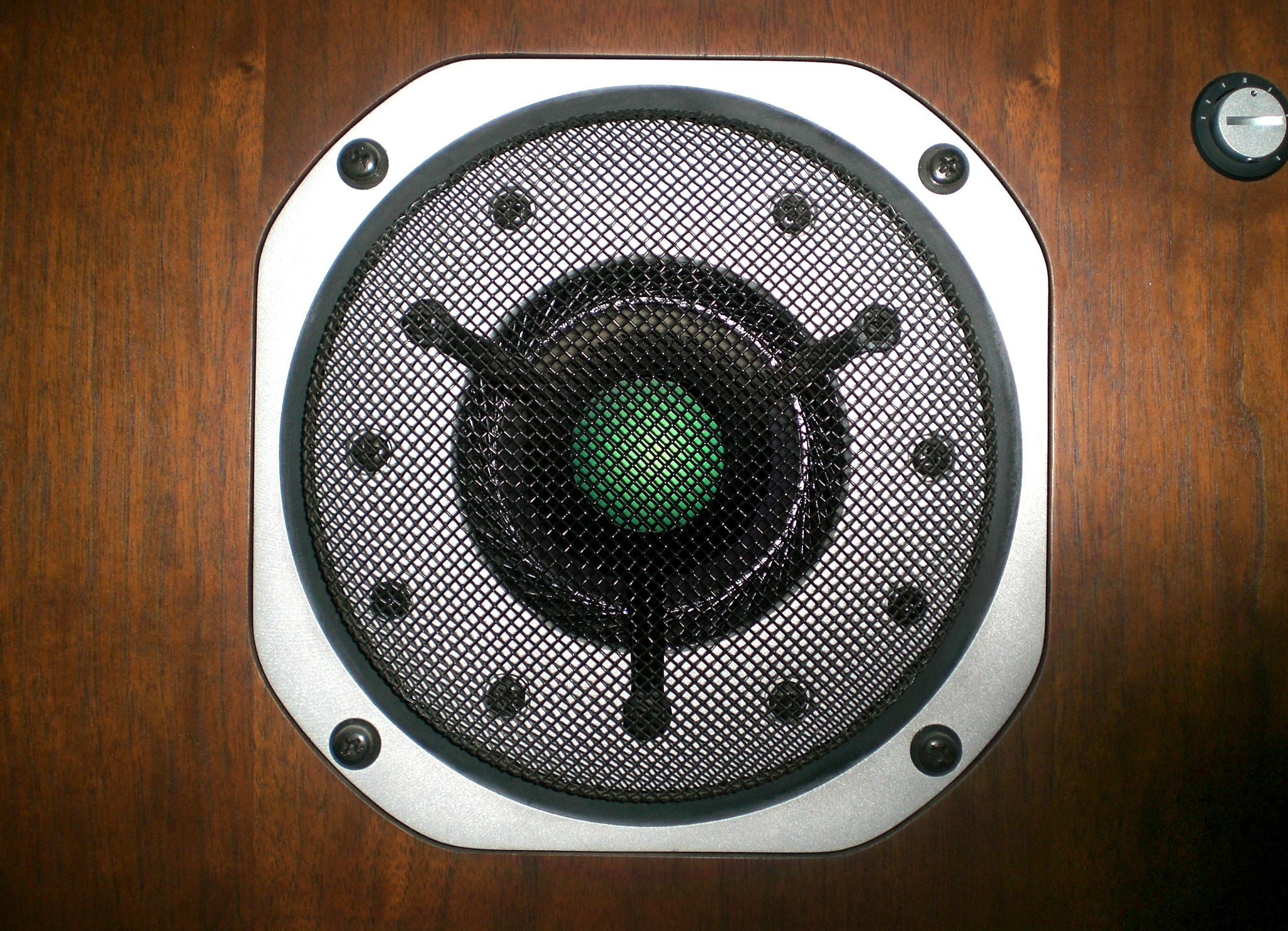
ベリリウム製ドーム型振動板を持つスピーカーユニット

ベリリウムは低質量かつ高剛性である。このため、音の伝導率はおよそ12.9 km/sと高い。ベリリウムのこの物性を利用して、ツイーター（高音域スピーカー）の振動板としておもにドーム型に成形し使用される。しかしながら、ベリリウムはしばしばチタン以上に高価であり、その脆性の高さにより成形が困難である。また処置を誤れば製品の毒性を封印できないため、ベリリウム製のツイーターはハイエンドな家庭用や業務用オーディオ、パブリック・アドレスなどの用途に限られている。高音域スピーカーの振動板としての使用例としては、ヤマハ・パイオニアなどの音響機器メーカーの製品がある。それ以外ではヤマハ・パイオニア・オーディオテクニカ・グレース製ピックアップ・カートリッジのカンチレバーに用いられた例がある。また、その熱伝導率のよさから、セラミック送信管（アイマック社製、eimac8873）の本体および純正放熱用熱伝導体として酸化ベリリウムが採用された例がある。ベリリウムはほかの金属との合金としても頻繁に利用されるが、その合金組成に明記されないこともある。

### 核物性の利用
ベリリウムの薄いプレートやホイールは、しばしばテラー・ウラム型のような熱核爆弾において、核融合燃料に「点火」するためのトリガーである第一段階の核分裂爆弾を囲うプルトニウムピットの最外層として用いられる。このようなベリリウムの層は、239Puを爆縮させるための良好な核反応促進材であり、初期の実験的な原子炉において中性子反射減速材として利用されていたように良好な中性子反射体でもある。

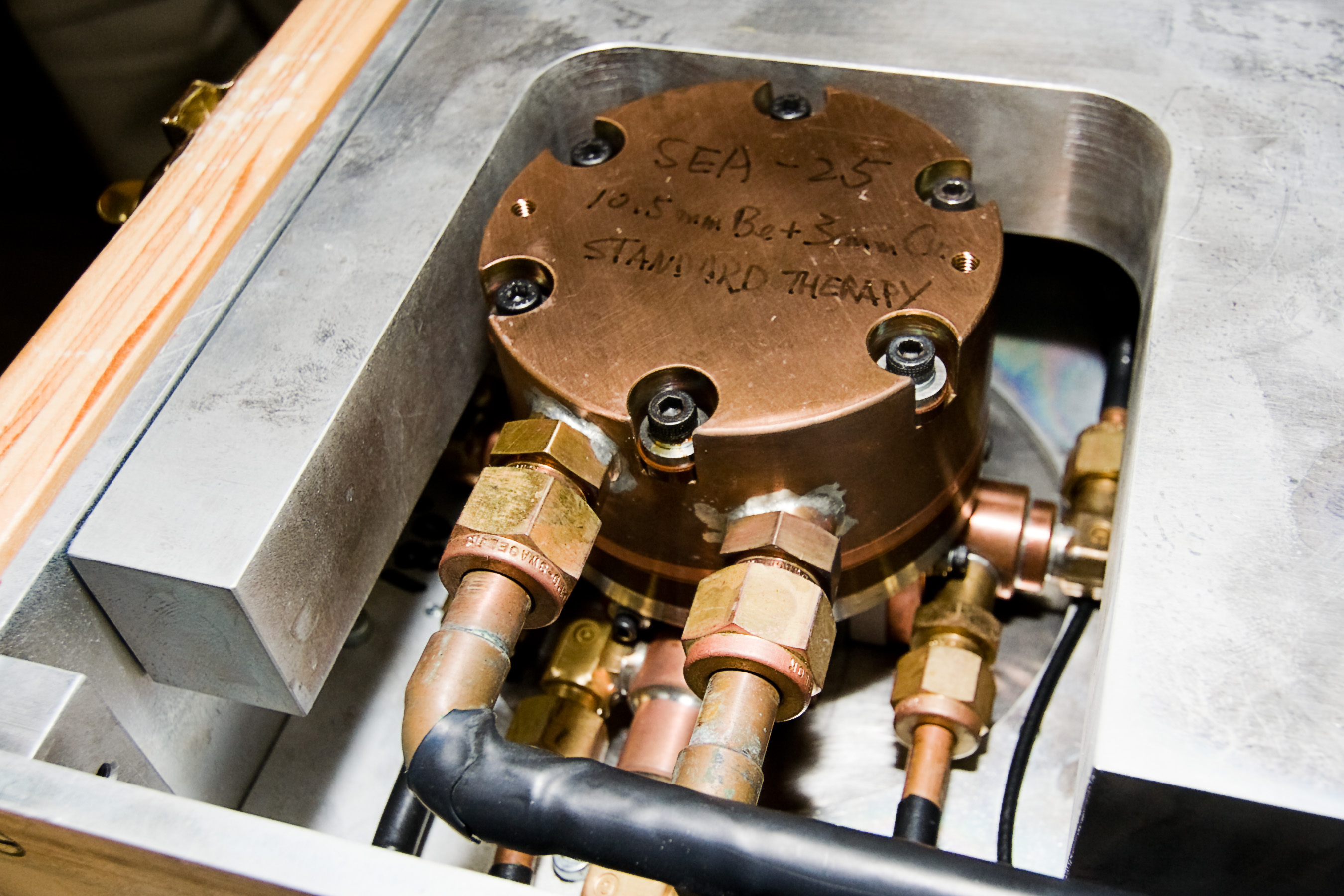
陽子線を中性子線に「変換」するベリリウムターゲット

ベリリウムはまた、比較的少ない中性子を必要とする原子炉規模以下の実験用途において、一般的に中性子源として用いられる。この目的のための9Beターゲット材は、210Poや226Ra、239Pu、241Amなどの放射性同位体から放出される高エネルギーなアルファ粒子を衝突させることで中性子が取り出される。このときに起こる核反応によって、9Beは12Cになり、遊離した中性子はアルファ粒子が移動するのと同じ方向へ放出される。ベリリウムはそのような中性子源として、urchinと呼ばれる中性子点火器として初期の原子爆弾にも利用されていた。
ベリリウムは欧州連合のトーラス共同研究施設における核融合研究所においても利用されており、より高度なITERにおいてプラズマに直接接する部分の素材としても利用されている。ベリリウムはまた、その機械的、化学的、核的な物性の組み合わせのよさから、核燃料棒の被覆素材としての利用も提案されている。フッ化ベリリウムは、溶融塩原子炉設計の多くの仮定において、溶媒、減速材および冷却材としての使用が想定されている、共晶塩であるフッ化リチウムベリリウムを構成する塩のひとつである。

### 電子材料
ベリリウムはIII-V族半導体においてP型半導体のドーパントである。それは、分子線エピタキシー法（MBE）によって製造されるヒ化ガリウムやヒ化アルミニウムガリウム、ヒ化インジウムガリウム、ヒ化インジウムアルミニウムのような素材において広く用いられている。クロス圧延されたベリリウムのシートはプリント基板への表面実装における優れた構造支持体である。電子材料におけるベリリウムの重要な用途は、構造支持のみならずヒートシンク素材としての用途がある。この用途においては、アルミナおよびポリイミドガラス基盤と調和した熱膨張率が必要とされる。これらの電子的用途のために特別に設計されたベリリウム-酸化ベリリウム複合材料は「E-Material」と呼ばれ、さまざまな基盤素材に合わせて熱膨張率を調整できる利点がある。
電気絶縁性および優れた熱伝導率、高い耐久性、硬さ、非常に高い融点という複数の特性が要求されるような多くの用途において、酸化ベリリウムが利用される。酸化ベリリウムは、電気通信のための無線周波送信機におけるパワートランジスタの絶縁基盤として多用される。酸化ベリリウムはまた、酸化ウランの核燃料ペレットにおいて熱伝導性を向上させるための用途が検討されている。ベリリウム化合物は蛍光灯にも用いられていたが、ベリリウムを用いた蛍光灯の製造工場で働く労働者にベリリウム中毒が発症したため、この用途でのベリリウムの利用は中止された。

### 宝石
ベリリウム鉱物である緑柱石のうち、状態のいいものは宝石として利用される。緑柱石由来の宝石としては、不純物としてクロムを含み濃い緑色を呈するエメラルド、2価の鉄を含み水色を呈するアクアマリン、3価の鉄を含み黄色を呈するゴールデンベリル、マンガンを含むレッドベリルやモルガナイトなどがある。
同じくベリリウム鉱物である金緑石からなる宝石には、宝石の表面に猫の目のような細い光の筋が見えるキャッツアイ効果を示す猫目石や、光源の種類によって見える色が変化する変色効果を示すアレキサンドライトといった特殊な効果を示すものがあり、キャッツアイ効果と変色効果を併せ持つものも存在する。アレキサンドライトの赤紫色は不純物として含まれる鉄によるものである。
- エメラルド
- アクアマリン
- レッドベリル
- モルガナイト
- 猫目石
- アレキサンドライト

### 合金

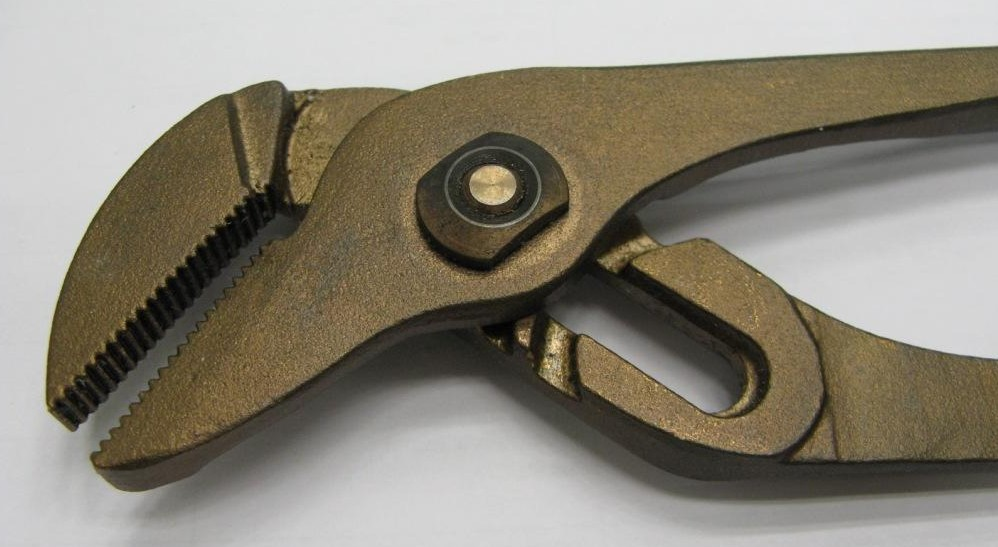
ベリリウム銅製の工具

銅（Cu）に0.15–2.0 %程度を混ぜてベリリウム銅合金として利用される。銅よりもはるかに強く、純銅に近い良好な電気伝導性がある。膨張率はステンレス鋼や鋼に近い。ゆっくり変化する磁界に対し高い透磁率をもつ。銅合金の中でも優れた機械的強度を持っており、電気回路のコネクタなどで使われるばねの材料に用いられる。また、磁化しにくい、打撃を受けても火花が出ない特徴を持つことから、石油化学工業などの爆発雰囲気の中で使用する防爆工具に安全保持上用いることもある。ベリリウム銅合金はまた、Jason pistolsと呼ばれる船から錆やペンキをはぎ取るのに用いられる針状の器具にも用いられる。また、銅の代わりにニッケルを用いた合金も同様に利用される。ベリリウム銅合金はベリリウムの持つ毒性のために代替材料の開発が進められており、実用化されているものもある。
また、アルミベリリウム合金も軽量かつ強度が高い特徴があり、F1レーシングカーの部品（安全性の観点から2004年以降は使用禁止）や航空機の部品にも使用されている。

### 堆積学的履歴解析
堆積学分野では同位体の10Beおよび7Beと鉛の同位体210Pbの存在比率により、地層の堆積物の輸送がどのようなイベントで生じたのか、つまり「ゆっくりと安定した堆積なのか」「河川の氾濫や洪水、嵐による急激な堆積なのか」などを調べることが可能である。

## 危険性
ベリリウムを含有する塵は人体へと吸入されることによって毒性を示すため、その商業利用には技術的な難点がある。ベリリウムは細胞組織に対して腐食性のため、慢性ベリリウム症と呼ばれる致死性の慢性疾患を引き起こす。

### 人体への影響
ベリリウムは人体への曝露によってベリリウム肺症もしくは慢性ベリリウム症として知られる深刻な慢性肺疾患を引き起こすようにきわめて毒性の高い物質であり、水棲生物に対しても非常に強い毒性を示す。また、細胞組織に対して腐食性であるため、可溶性塩の吸入によって化学性肺炎である急性ベリリウム症を引き起こし、皮膚との接触によって炎症が引き起こされる。
慢性ベリリウム症は数週間から20年以上と非常に個人差の大きい潜伏期間があり、その死亡率は37 %で、妊婦においてはさらに死亡率が高くなる。慢性ベリリウム症は基本的には自己免疫疾患であり、感受性を有する人は5 %以下であると見られている。慢性ベリリウム症におけるベリリウムの毒性の機序は、ベリリウムが酵素に影響を与えることで代謝や細胞複製が阻害されることによる。慢性ベリリウム中毒は多くの点でサルコイドーシスに類似しており、鑑別診断においてはこれらを見分けることが重要とされる。
急性ベリリウム症は基本的には化学性肺炎であり、慢性ベリリウム症とは異なる機序によるものである。その定義は「継続期間1年未満のベリリウム由来の肺疾患」とされており、ベリリウムへの曝露量と症状の重さには直接的な因果関係が見られる。ベリリウム濃度が1000 μg/m3以上になると発症し、100 μg/m3未満では発症しないことが明らかとなっている。
急性ベリリウム症は最高曝露量の設定による作業環境の改善にともない減少しているが、慢性ベリリウム症はベリリウムを扱う産業において多く発生しており、ベリリウムの許容濃度を順守している工場においても慢性ベリリウム疾患の発症した例が確認されている。また、このような産業に関わらない人々にも化石燃料の燃焼に起因する極微量の曝露がみられる。
ベリリウムおよびベリリウム化合物は、WHOの下部機関IARCより発癌性がある（Type1）と勧告されている。カリフォルニア州環境保健有害性評価局が算出した公衆健康目標のガイドライン値は1 μg/L、有害物質疾病登録局が算出した最小リスク質量分率は0.002 mg/kg·d（体重1 kgあたり、1日に0.002 mg）とされている。ベリリウムは生体内で代謝されないため、一度体内に取り込まれたベリリウムは排出されにくく、おもに骨に蓄積されて尿により排出される。

### ベリリウム症の歴史
1933年（昭和8年）、ドイツにおいて「化学性肺炎」という形で急性ベリリウム症が初めて報告され、ついで1946年（昭和21年）には慢性ベリリウム症がアメリカで報告された。このような症例は蛍光灯工場やベリリウム抽出プラントにおいて多くみられたため、1949年（昭和24年）には蛍光灯におけるベリリウムの利用が中止され、1950年代初頭にはベリリウムの最高曝露濃度が25 μg/m3に定められた。こうして作業環境が大幅に改善されたことによって急性ベリリウム症の罹患率は激減したが、核産業や航空宇宙産業、ベリリウム銅などの合金、電子装置の製造などの分野においてはベリリウムの利用が続いている。1952年（昭和27年）、アメリカ合衆国でベリリウム症例登録制度がはじまり、1983年（昭和58年）までに888件の症例が登録された。この制度においては6つの診断基準が定められ、そのうち3つが当てはまると慢性ベリリウム症であるとして登録されるようになっていた。検査技術の向上した2001年（平成13年）現在では、肺の経気管支の生体組織診断などによる組織病理学的な確認、リンパ球幼若化試験およびベリリウムの曝露歴の3点が診断基準とされている。ベリリウムは原子爆弾の核反応促進材に利用されるため、初期の原子爆弾の開発に携わった研究者の幾人かはベリリウム中毒によって命を落としている（たとえばアメリカの核物理学者でありマンハッタン計画にも携わったハーバート・L・アンダーソンなど）。

### 爆発性
ベリリウムは酸化被膜のために反応性に乏しい金属であるが、一度着火すると燃焼しやすい性質であるため、空気中にベリリウムの粉塵が存在している状態では粉塵爆発が起こる危険性がある。

## 関連文献
- 諸住正太郎「最近のベリリウムの研究から」『日本金属学会会報』第2巻第5号、日本金属学会、1963年、277-285頁、doi:10.2320/materia1962.2.277。